# Jacob-Bellecombette
Jacob-Bellecombette település Franciaországban, Savoie megyében. Lakosainak száma 4340 fő (2022. január 1.). Jacob-Bellecombette Barberaz, Chambéry, Cognin és Montagnole községekkel határos.

## Népesség
A település népességének változása:
| Lakosok száma | 3854 | 3899 | 4025 | 3984 | 4070 | 4047 | 4017 | 4181 | 4340 |
|               | 2013 | 2015 | 2016 | 2017 | 2018 | 2019 | 2020 | 2021 | 2022 |